# Jean-Baptiste Capefigue
Jean-Baptiste Honoré Raymond Capefigue (Marsiglia, 1801 – Parigi, 23 dicembre 1872) è stato uno storico e giornalista francese.
Esordì da giovane come giornalista, scrisse sul Quotidien. Sotto la monarchia di luglio ebbe il suo periodo di maggiore notorietà. Amico di François Guizot, fu autore di numerosi studi e si occupò anche di storia napoleonica, con due testi: L'Europe pendant le Consulat et l'Europe de Napoléon, nel 1839, e Les cent jours nel 1845 .